# Душан Катнић
Душан Катнић (Ужице, 3. март 1989) је српски кошаркаш. Игра на позицији плејмејкера.

## Биографија
Кошарком је почео да се бави у клубу Плеј оф из Ужица 1999. године. За београдски Атлас почео је да игра 2004. и у њему остао до 2006. када је потписао уговор са Мега Исхраном.
Након скоро четири године, почетком 2010. прешао је у Црвену звезду са којом је крајем исте године раскинуо сарадњу и потписао уговор са белгијским Остендеом где је провео наредне три сезоне и освојио два национална првенства.
Сезону 2013/14. је почео у пољском Анвилу, али их је напустио у фебруару 2014. када је потписао за Раднички Крагујевац. Након распада клуба у лето те године неко време био је без ангажмана, да би се у децембру 2014. прикључио Игокеи. Са њима је провео остатак сезоне 2014/15. у којој је освојено Првенство и Куп Босне и Херцеговине. У јулу 2015. прешао је у Крку, али се већ у децембру исте године вратио у Игокеу. У клубу из Лакташа провео је остатак сезоне 2014/15. и учествовао у освајању још једне дупле круне. Сезону 2016/17. започео је у екипи Динамика да би 9. марта 2017. прешао у МЗТ Скопље. Са МЗТ-ом је остао до краја сезоне и освојио Првенство Македоније. У сезони 2017/18. је наступао за швајцарски Монте.
Катнић је био члан кошаркашке репрезентације Србије за играче до 18 година која је 2007. освојила европско првенство у Мадриду (Шпанија), као и члан репрезентације за играче до 19 година која је исте године освојила светско првенство одржано у Новом Саду (Србија), након чега је изабран за једног од пет најбољих јуниора Европе. Са репрезентацијом Србије за играче до 18 година освојио је Европско првенство 2008, одржано у Риги (Летонија).

## Успеси

### Клупски
- Остенде:
  - Првенство Белгије (2): 2011/12, 2012/13.
- Игокеа:
  - Првенство Босне и Херцеговине (2): 2014/15, 2015/16.
  - Куп Босне и Херцеговине (2): 2015, 2016.
- МЗТ Скопље Аеродром:
  - Првенство Македоније (1): 2016/17.

### Репрезентативни
- Европско првенство до 18 година:  2007.
- Светско првенство до 19 година:  2007.
- Европско првенство до 20 година:  2008.